# 三生島
三生島（さんしょうじま）は、日本の島根県益田市に位置する無人島。

## 地理
益田市の西端付近にある鈩崎の北東およそ1.2キロメートルの位置に所在する。面積は0.0047平方キロメートル。

## 歴史
日露戦争（明治三十七八年戦役）の戦勝を記念し、1904年（明治37年）にマツが植林された。しかしながら、大木となるまでは成長せず、枯れてしまった。その後、地元住民が再植林を試みたこともあったが、失敗に終わった。